# Plesionika exigua
Plesionika exigua är en kräftdjursart som först beskrevs av M. J. Rathbun 1906.  Plesionika exigua ingår i släktet Plesionika och familjen Pandalidae. Inga underarter finns listade i Catalogue of Life.